# Nika Kocharov & Young Georgian Lolitaz

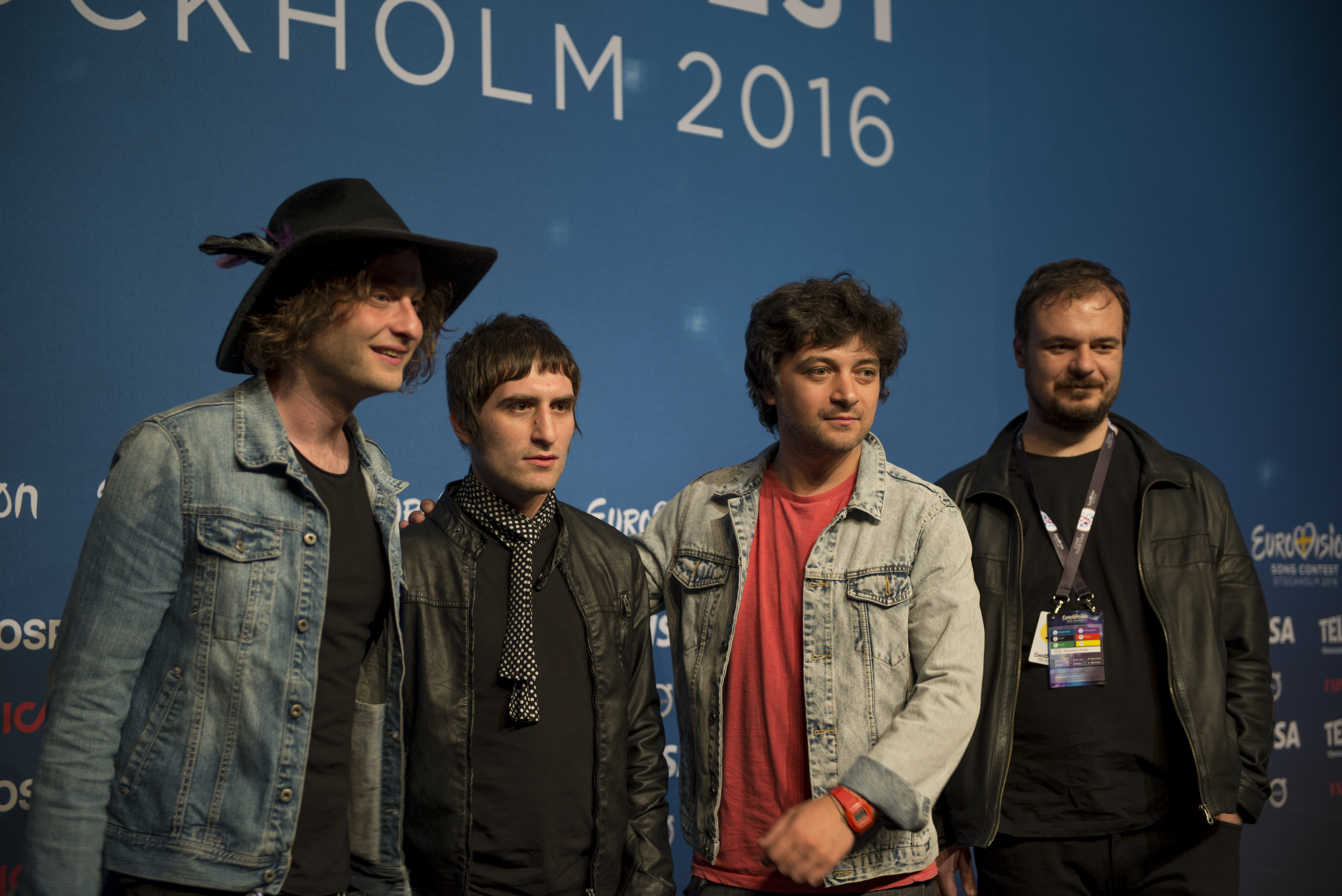
Nika Kocharov & Young Georgian Lolitaz (2016)

Nika Kocharov & Young Georgian Lolitaz ist eine georgische Indie-Rock-Band, die ihr Land beim Eurovision Song Contest 2016 in Stockholm, Schweden vertrat. Sie sind die erste durchgehend männliche Formation, die für Georgien beim ESC antrat.

## Werdegang
Die Gruppe besteht aus Sänger und Gitarrist Nika Kotscharowi (georg.: ნიკა კოჩაროვი), Bassist Giorgi Marri (georg.: გიორგი მარრი), Gitarrist Giorgi Tikaradse (georg.: გიორგი ტიკარაძე) sowie Schlagzeuger Dima Oganessiani (georg.: დიმა ოგანესიანი). Die Band wurde in Tiflis im Jahr 2000 gegründet.
Am 15. Dezember 2015 wurde vom georgischen Rundfunk GPB bekanntgegeben, dass die Gruppe Georgien beim Eurovision Song Contest 2016 mit dem Lied Midnight Gold vertreten wird. Der Beitrag für den ESC wurde unter den eingereichten Titeln in einer Vorentscheidung vom georgischen TV-Publikum bestimmt, dieser Modus wurde auch 2007 und 2010 angewandt. Im Finale erreichte die Gruppe den 20. Platz.